# لين تشن
لين تشن (بالإنجليزية: Lynn Chen)‏ هي مغنية وممثلة أمريكية، ولدت في 24 ديسمبر 1976 بكوينز في الولايات المتحدة.

## وصلات خارجية
- لين تشن على موقع IMDb (الإنجليزية)
- لين تشن على موقع ميوزك برينز (الإنجليزية)
- لين تشن على موقع قاعدة بيانات الفيلم (الإنجليزية)